# Organització de les Nacions Unides per al Desenvolupament Industrial
L'Organització de les Nacions Unides per al Desenvolupament Industrial, per les seves sigles ONUDI, (en anglés: United Nations Industrial Development Organisation, UNIDO) és un organisme especialitzat de les Nacions Unides, que va ser establida per l'Assemblea General en 1966 com òrgan encarregat de promoure i accelerar la industrialització en els països en desenvolupament.
La condició d'organisme especialitzat es concretà en 1979, però passà a ser un organisme plenament autònom l'1 de gener de 1986.
L'ONUDI fomenta la cooperació entre els països industrialitzats i els països en desenvolupament per a accelerar el desenvolupament industrial, estimulant activitats de foment de les inversions i transferència de tecnologia.
Els països industrialitzats i en desenvolupament examinen conjuntament els mitjans per a accelerar la industrialització, encoratjant la participació del govern i del sector industrial. Sobre la base d'enquestes i estudis, l'ONUDI crea i perfecciona conceptes i enfocaments de desenvolupament; contribueix a formular els plans dels sectors públic, cooperatiu i privat, inclòs el foment a la cooperació entre les empreses interessades en eixos sectors.
A més a més, organitza programes de capacitació industrial, ofereix serveis d'assessorament i ajuda als països a obtenir finançament extern en condicions equitatives i justes, i reuneix, analitza, pública, normalitza i perfecciona les estadístiques industrials.
La sede d'aquesta entitat que pertany al sistema de les Nacions Unides es troba a Viena i és present de manera permanent en més de 60 països. A partir d'abril de 2019, la ONUDI està formada per 170 Estats membres, que estableixen conjuntament les polítiques, els programes i els principis de l'organització a través de la Conferència General bianual.